# IPod Battle
iPod Battle er en musikbaseret turnering mellem hold, der gør brug af iPod.

## Historik
iPod battle er oprindelig en fransk undergrundstrend indenfor klubscenen, der startede tilbage i marts 2006, da TTC’ Teki Latex og Romain Rock, trætte af deciderede Hip Hop, Electro eller Rock´n Roll fester, besluttede at skabe en platform, hvor disse stilarter kunne mødes. 
De valgte den dengang splinternye parisiske klub 'Paris Paris' som værtssted for festen. Kendte og ukendte som Para one, Justice, Ed Banger crew, Dj Medhi, Surkin, Uffie m.fl. har siden sloges om at komme på podiet ved de efterhånden hyppige afholdte battles. Trenden har siden spredt sig, og iPod battles har haft deres indtog i byer som Montreal, Barcelona, Amsterdam, Sydney, København og London.

## Regler
Reglerne er simple, 2 teams af max 2 personer går ind i en boksering og tilslutter deres iPods i en mixer. Hvert team har en håndfuld sange af maksimalt 1 til 1½ minut (afhængig af de lokale regler) til at vinde publikums gunst. De to teams skiftes til at spille et nummer af førnævnte varighed. Efter alle ti numre er fyret af, afgør et decibelmeter, hvilket team der går videre til næste runde, og hvem der må bide i græsset og forlade ringen som tabere. 
Med publikum som dommere er der som regel tale om noget af et show, hvor kostumer, medbragte heppegrupper og andre midler tages i brug for at kapre deres gunst. Sjældent kedeligt.
I alt dyster 8 teams om heavy weight iPod bæltet med et musikspektre fra de nyeste klubhits til klassiske 80-90’er sange. Slagets gang styres af en konferencier/vært. 
Mht. udstyr, så har hvert team en simpel mixer med to udgange (L-R) til rådighed. Derudover skal de stille med deres egen iPod el. anden mp3-afspiller. Laptops/bærbare computere er ikke tilladt, og man må heller ikke mixe numre i løbet af den tilladte tid (60-90 sekunder pr. nummer).

## Eksterne Henvisninger
- YouTube: 1st iPod Battle @ Paris Paris
- YouTube: 2nd iPod Battle @ Paris Paris
- YouTube: Soundvenues videoreportage fra den første danske iPod Battle på Vega Natklub , den 1. februar 2008
- YouTube: iPOD battle på "Espergærde Gymnasium "  , den 13. Marts 2011